# Campionat
Un campionat és un conjunt de proves esportives o torneigs organitzades d'acord amb una reglamentació i una periodicitat, amb l'objecte de confrontar un grup d'equips o d'esportistes per a determinar-ne els guanyadors i la classificació final dels participants.
Hi ha tres formes principals de campionats:
- Eliminatoris: en els quals els participants són aparellats per sorteig.
- Per puntuació: en els quals els concursants juguen tots contra tots.
- Mixts: que combinen els procediments anteriors.

Atès el gran nombre de competicions i d'esports existeix un gran ventall d'opcions i variacions dis de cada un d'aquests tres grups principal.

## Tipus de campionat

### Sistema de combat pel títol
Sistema força emprat en esports de combat, un competidor ha de desafiar el campió actual per a guanyar el campionat. Per exemple, en la boxa o el wrestling.

### Sistema de torneig
El terme campionat se sovint emprat per a referir-se a les competicions eliminatòries (com per exemple els torneigs de tennis) o de format mixt (com en el Mundial de futbol).
Hi ha diferents variacions del format eliminatori:
- L'eliminatori a un "partit" ("Knockout") on qui guanya el partit passa a la següent ronda o guanya el campionat, p. ex. torneigs de tenis.
- L'eliminatori a doble partit, on passa l'equip, o esportista, que treu millor resultat en la suma d'ambdós partits. p. ex. Copa del Rei de futbol, o la part eliminatòria de la Lliga de Campions de la UEFA (que es disputa en sistema mixt: una fase de grups i la fase eliminatòria)
- L'eliminatori a el millor de X partits (o format de sèrie) on dos equips s'enfronten X vegades passant a la següent ronda el que guanya la majoria dels partits. Aquest sistema és predominant en esports d'origen americà com ara el beisbol o el bàsquet.

### Sistema de lliga
Diversos esports disputen els seus campionat en forma de Lliga (sistema de puntuació). En aquest sistema tots els competidors juguen contra els altres, bé sigui una o diverses vegades, establint-se diferents sistemes de puntuació per tal de dirimir qui n'és el guanyador. Així, per exemple, les lligues de futbol solen atorgar puntuació per partit guanyat o empatat, en les competicions de "Motor" se solen atorgar puntuacions segons la classificació del pilot en una prova del campionat, al final de la competició en resulta guanyador el competidor amb major puntuació.

### Sistema de Partit de desempat oplayoff
En moltes lligues de diferents esports s'estableix un sistema de partit de desempat (playoff) per a determinar un guanyador del campionat.
Els equips competeixen en una "Fase regular", de formats diversos, i un nombre limitat d'equips es classifiquen per la fase de Partits de desempat o "playoff" (anglicisme emprat comunament).